# Electronic (Band)

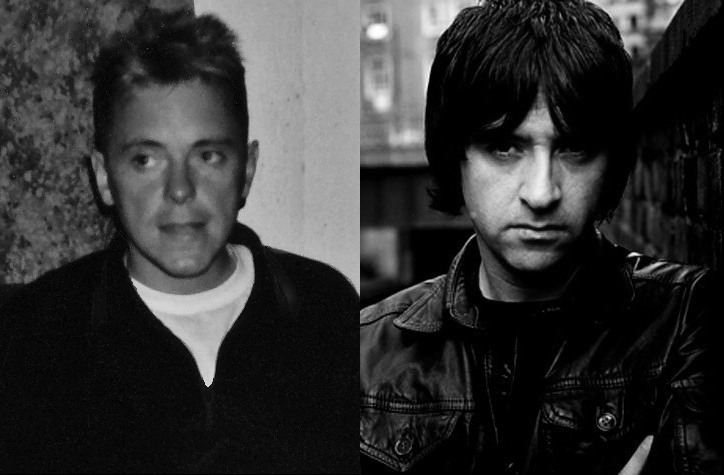
Bernard Sumner und Johnny Marr (Electronic)

Electronic war eine britische Gruppe, die sich am Ende der 1980er-Jahre in der Post-Punk-Ära bildete. Gegründet wurde sie von Bernard Sumner und Johnny Marr. Im Verlaufe ihrer Arbeit kamen für einzelne Lieder bekannte Musiker dazu, unter anderem Neil Tennant von den Pet Shop Boys oder Karl Bartos, Ex-Mitglied von Kraftwerk.

## Karriere
Bereits ihre erste Single Getting Away with It aus dem Jahr 1989 erreichte mit Platz 12 in Großbritannien fast die Top 10 und schaffte in den USA und Australien jeweils die Top 40. Ihr Debütalbum Electronic kam in Großbritannien auf Platz 2 und wurde weltweit mehr als eine Million Mal verkauft. Ihr größter Hit war jedoch Disappointed aus dem Soundtrack zum Film Cool World, der 1992 Platz 6 in Großbritannien erreichte.
Im Jahr 1998 verließ Bernard Sumner kurzzeitig Electronic, da sich seine alte Band New Order anlässlich des Reading Festivals wieder zusammenfand. Nach diesem Ausflug kehrte Bernard Sumner zu Electronic zurück und war an den Aufnahmen zum dritten Album Twisted Tenderness beteiligt.

## Diskografie

### Studioalben
| Jahr | Titel              | Höchstplatzierung, Gesamtwochen, AuszeichnungChartplatzierungen (Jahr, Titel, Platzierungen, Wochen, Auszeichnungen, Anmerkungen) | Höchstplatzierung, Gesamtwochen, AuszeichnungChartplatzierungen (Jahr, Titel, Platzierungen, Wochen, Auszeichnungen, Anmerkungen) | Höchstplatzierung, Gesamtwochen, AuszeichnungChartplatzierungen (Jahr, Titel, Platzierungen, Wochen, Auszeichnungen, Anmerkungen) | Höchstplatzierung, Gesamtwochen, AuszeichnungChartplatzierungen (Jahr, Titel, Platzierungen, Wochen, Auszeichnungen, Anmerkungen) | Höchstplatzierung, Gesamtwochen, AuszeichnungChartplatzierungen (Jahr, Titel, Platzierungen, Wochen, Auszeichnungen, Anmerkungen) | Anmerkungen                          |
| Jahr | Titel              | DE | AT | CH | UK | US | Anmerkungen                          |
| ---- | ------------------ | --- | --- | --- | --- | --- | ------------------------------------ |
| 1991 | Electronic         | — | — | — | UK2 Gold · (16 Wo.)UK | US109 (15 Wo.)US | Erstveröffentlichung: 28. Mai 1991   |
| 1996 | Raise the Pressure | DE79 (4 Wo.)DE | — | — | UK8 Silber · (5 Wo.)UK | US143 (1 Wo.)US | Erstveröffentlichung: 8. Juli 1996   |
| 1999 | Twisted Tenderness | — | — | — | UK9 (3 Wo.)UK | — | Erstveröffentlichung: 17. April 1999 |

Kompilationen
- 2006: Get the Message – The Best of

### Singles
| Jahr | Titel Album                       | Höchstplatzierung, Gesamtwochen, AuszeichnungChartplatzierungen (Jahr, Titel, Album, Platzierungen, Wochen, Auszeichnungen, Anmerkungen) | Höchstplatzierung, Gesamtwochen, AuszeichnungChartplatzierungen (Jahr, Titel, Album, Platzierungen, Wochen, Auszeichnungen, Anmerkungen) | Höchstplatzierung, Gesamtwochen, AuszeichnungChartplatzierungen (Jahr, Titel, Album, Platzierungen, Wochen, Auszeichnungen, Anmerkungen) | Höchstplatzierung, Gesamtwochen, AuszeichnungChartplatzierungen (Jahr, Titel, Album, Platzierungen, Wochen, Auszeichnungen, Anmerkungen) | Höchstplatzierung, Gesamtwochen, AuszeichnungChartplatzierungen (Jahr, Titel, Album, Platzierungen, Wochen, Auszeichnungen, Anmerkungen) | Anmerkungen                              |
| Jahr | Titel Album                       | DE | AT | CH | UK | US | Anmerkungen                              |
| ---- | --------------------------------- | --- | --- | --- | --- | --- | ---------------------------------------- |
| 1989 | Getting Away with It Electronic   | — | — | — | UK12 (9 Wo.)UK | US38 (12 Wo.)US | Erstveröffentlichung: 4. Dezember 1989   |
| 1991 | Get the Message Electronic        | DE37 (10 Wo.)DE | — | — | UK8 (7 Wo.)UK | — | Erstveröffentlichung: 15. April 1991     |
| 1991 | Feel Every Beat Electronic        | — | — | — | UK39 (4 Wo.)UK | — | Erstveröffentlichung: 9. September 1991  |
| 1992 | Disappointed Cool World (O.S.T.)  | DE20 (15 Wo.)DE | AT23 (7 Wo.)AT | — | UK6 (5 Wo.)UK | — | Erstveröffentlichung: 22. Juni 1992      |
| 1996 | Forbidden City Raise the Pressure | — | — | — | UK14 (9 Wo.)UK | — | Erstveröffentlichung: 24. Juni 1996      |
| 1996 | For You Raise the Pressure        | — | — | — | UK16 (2 Wo.)UK | — | Erstveröffentlichung: 16. September 1996 |
| 1997 | Second Nature Raise the Pressure  | — | — | — | UK35 (2 Wo.)UK | — | Erstveröffentlichung: 3. Februar 1997    |
| 1999 | Vivid Twisted Tenderness          | — | — | — | UK17 (3 Wo.)UK | — | Erstveröffentlichung: 12. April 1999     |

Weitere Singles
- 1991: Tighten Up
- 1997: Until the End of Time
- 1999: Prodigal Son
- 1999: Make It Happen
- 1999: Late at Night